# Полонинсько-Чорногірські Карпати
Полони́нсько-Чорногі́рські Карпа́ти — геоморфологічна підобласть Українських Карпат. Розташована в межах Закарпатської та (частково) Івано-Франківської і Чернівецької областей. 
Орографічно відповідають найвищій — серединній — смузі Українських Карпат. Складаються з кількох масивів:
- Полонинський хребет (Полонина Рівна, Полонина Боржава, Полонина Кук, Полонина Красна)
- Свидовець
- Чорногора
- Гриняви
- Яловичорські гори

Середні висоти 1400—1600 м, максимальна — 2061 м (г. Говерла). У геоструктурному відношенні територія пов'язана з флішевою зоною (Чорногірський покрив, Дуклянський покрив, Поркулецький покрив, Рахівський покрив, Магурський покрив).